# Швидше за тінь
«Швидше за тінь» (англ. Walking Shadow) — детективний телевізійний фільм 2001 року.

## Сюжет
Детектив Спенсер розслідує справу про погрози на адресу режисера одного з бостонських театрів. І стає свідком вбивства провідного актора прямо на сцені під час вистави. Зустрівшись з шефом місцевої поліції Деспейном, Спенсер розуміє, що той знає набагато більше, ніж готовий розповісти. Вбивство актора — лише перша ланка найскладнішої головоломки за участю невірних коханців, корумпованих поліцейських, вуличних бандитів і жорстокої китайської мафії, а наступною жертвою невидимих вбивць може стати сам Спенсер.

## У ролях
| Актор             | Роль                      |
| ----------------- | ------------------------- |
| Джо Мантенья      | Спенсер                   |
| Ерні Гадсон       | Гоук                      |
| Марсія Ґей Гарден | Сьюзан Сильверман         |
| Ерік Робертс      | начальник поліції ДеСпейн |
| Темлін Томіта     | Ріккі Ву                  |
| Маккензі Грей     | Вінні                     |
| Крістофер Лоуфорд | Джиммі Крістофолоус       |
| Ронін Вонг        | Лонні Ву                  |
| Чанг Тсенг        | Швидкий Едді Лі           |
| Генрі Мах         | Герман Леонг              |
| Рік Тай           | Ліанг                     |
| Скотт Віквеа      | Гілі                      |
| Алекс Захара      | Лу Монтана                |
| Марсі Голдберг    | офіціантка                |